# Santo Stefano di Sessanio
Santo Stefano di Sessanio är en ort och kommun i provinsen L'Aquila i regionen Abruzzo i Italien. Kommunen hade 116 invånare (2018).